# Trần Hồng Thắm
Trần Hồng Thắm (sinh năm 1975) là đại biểu Quốc hội Việt Nam khóa XIII, thuộc đoàn đại biểu Cần Thơ.

## Tiểu sử
Tiến sĩ Trần Hồng Thắm sinh ngày: 17/11/1975 tại Trà Vinh
Trình độ: Tiến sĩ Quản lý giáo dục
Cao cấp Lý Luận Chính trị
Ủy viên Ủy ban Văn Hóa Giáo dục, Thanh Thiếu Niên và Nhi Đồng Quốc hội
1/1997-10/2003. Phó Bí thư Đoàn, Giáo Viên Trường THPT BC Phan Ngọc Hiển Cần Thơ
10/2003-3/2005. Phó Hiệu Trưởng Trường THPT BC Phan Ngọc Hiển Cần Thơ
3/2005-6/2006. Phó Trưởng phòng Giáo dục Quận Bình Thủy, TP. Cần Thơ
6/2006-11/2009. Quận ủy viên, Trưởng phòng Giáo dục Quận Bình Thủy, TP. Cần Thơ
11/2009-11/2015.  Bí thư Đảng ủy, Phó Giám đốc Sở Giáo dục Và Đào Tạo TP. Cần Thơ
11/2015-2020. Bí thư Đảng ủy, Giám đốc Sở Giáo dục Và Đào Tạo TP. Cần Thơ